# Людвище (заказник)
«Людвище» — загальнозоологічний заказник місцевого значення в Україні. Заказник розташований на території села  Людвище Шумської міської громади Кременецького району Тернопільської області,  угіддя в межах сільської ради.
Площа — 2080,0 га, створений у 1986 році.